# История почты и почтовых марок Бадена
История почты и почтовых марок Бадена относится к истории почты и почтовым маркам Великого герцогства Баден со столицей в Карлсруэ на территории Германии с 1851 по 1871 год.

## Развитие почты

### Домарочный период
Герцоги Турн-и-Таксис оказали большое влияние на почтовое развитие Бадена. С 1718 по 1811 год они создали собственную почтовую службу и взяли на себя организацию почтовой связи.
Первые почтовые штемпели Бадена известны с 1718 года. Известны почтовые штемпели периода Рейнской конфедерации — 1806 года.
В 1811 году почтовая администрация перешла в ведение властей Бадена после нем. «Zessionsvertrag» (международного соглашения об уступке) Турн-и-Таксис. Развитие почтовой связи продолжилось, и 1 мая 1851 года Баден вступил в Германо-Австрийский почтовый союз. В тот же день были выпущены первые почтовые марки Бадена.

### Присоединение к Германской империи
31 декабря 1871 года вся почтовая система Бадена перешла в ведение Имперской почты, и с тех пор история почты Бадена является частью Германской империи. Почтовые марки Бадена оставались в обращении только до конца 1871 года, но их можно было обменивать на почтовые марки Германской империи до 25 февраля 1872 года.

## Выпуски марок

### Первые почтовые марки

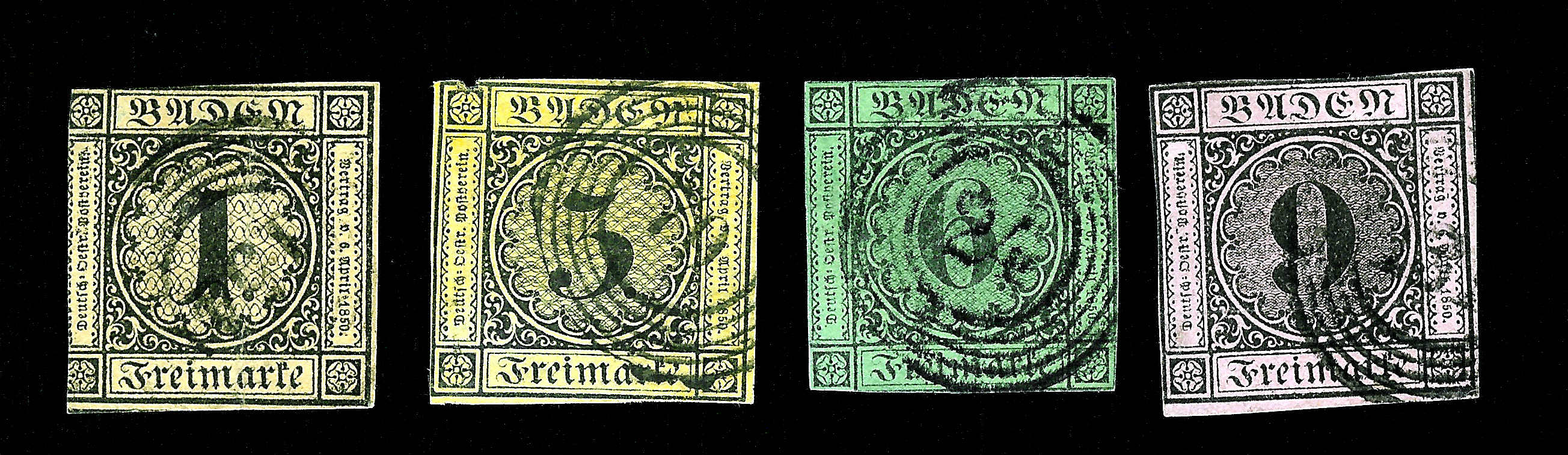
Почтовые марки Бадена номиналом 1, 3, 6 и 9 крейцеров

1 мая 1851 года в Великом герцогстве Баден были выпущены первые стандартные марки 1, 3, 6 и 9 крейцеров. Эти номиналы охватывали все важные почтовые тарифы как по расстояниям, так и по весу. Первые четыре почтовые марки Бадена были созданы по образцу почтовых марок Баварии. Они представляют собой рисунки с изображением цифр, указывающих на сумму почтового сбора. Кроме того, на них есть надписи нем. «Baden» («Баден») и «Freimarke» («стандартная марка»), а также текст нем. «Deutsch-Österreichischer-Postverein / Vertrag 6. April 1850» («Германо-Австрийский почтовый союз / Договор от 6 апреля 1850 года»), чтобы подчеркнуть вступление в почтовой союз.

#### Сине-зелёная марка номиналом 9 крейцеров
Филателисты называют марку с опечаткой в цвете номиналом 9 крейцеров из первого выпуска сине-зелёного цвета вместо лилово-розового «Баденской ошибкой цвета» («9 Kreuzer error»). Марки были напечатаны чёрной краской на цветной бумаге: сине-зелёная бумага предназначалась для номинала 6 крейцеров, но по ошибке была использована для печати ряда марок номиналом 9 крейцеров. Известны четыре экземпляра: один, негашеный, который был продан с аукциона в 2008 году за 1 314 500 евро, и три, которые были погашены: один, который последний раз видели в 1919 году, на вырезке и два на письмах. Из этих двух конвертов один был продан Музею Рейхспочты и сейчас находится в Берлинском музее почты и связи, а другой, по-прежнему находящийся в частных руках, из коллекции марок германских государств Джона Р. Бокера-младшего (John R. Boker, Jr.), был продан на аукционе Генриха Кёлера при распродаже коллекции Бокера в 1985 году за 833 595 долларов. Баденская ошибка цвета — один из больших филателистических раритетов мира.

### Последующие выпуски марок 1860—1868 гг.
До 1871 года (последний год их обращения) Великое герцогство Баден выпустило 28 разных почтовых марок. После рисунка с изображением цифр первого выпуска на следующих выпусках фигурировал герб Бадена.
Почтовые марки Бадена были в обращении только внутри герцогства и в пределах Германо-Австрийского почтового союза, за исключением почтовых марок номиналом 18 и 30 крейцеров, наклеиваемых на отправляемые заграницу почтовые отправления и ценные письма.

#### Выпуск 1860 г. с зубцовкой 13½

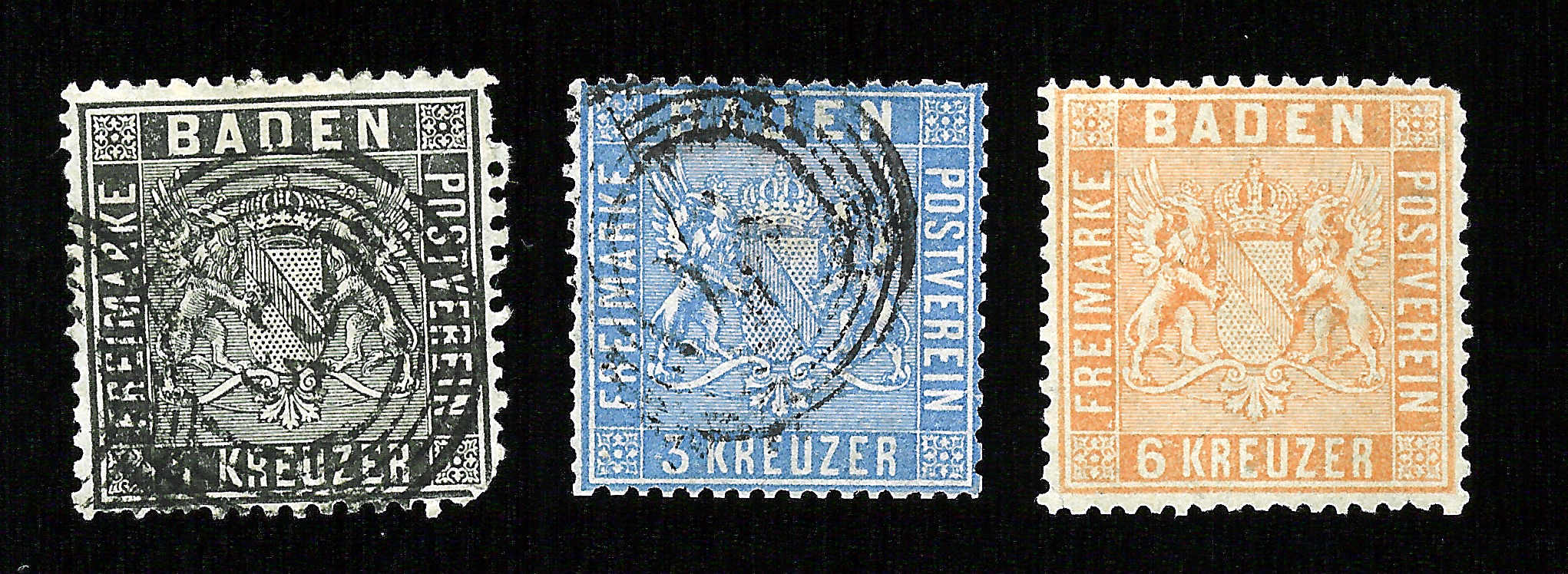
Выпуск 1860 г. с изображением герба

Хотя первые выпуски были беззубцовыми, в 1860 году были выпущены первые марки с зубцовкой, но исполнение довольно мелкой перфорации не всегда было идеальным.
На почтовых марках двух номиналов из выпуска 1860 года экспериментально был нанесён клей красного цвета.

#### Выпуск 1862 г. с зубцовкой 10
Более простая, широкая зубцовка, номиналы от 1 до 9 крейцеров. Фон с тонкими линиями (снова).

#### Выпуск 1862—1865 гг.
Фон белый. Номиналы от 1 до 30 крейцеров.

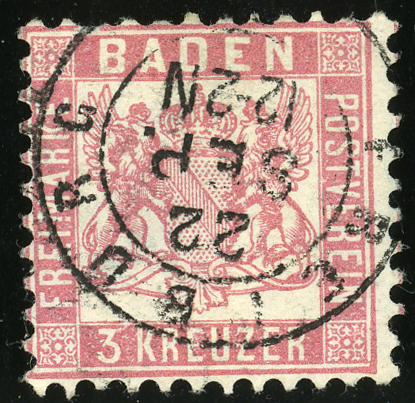
3 крейцера, погашена во Фрайбурге.
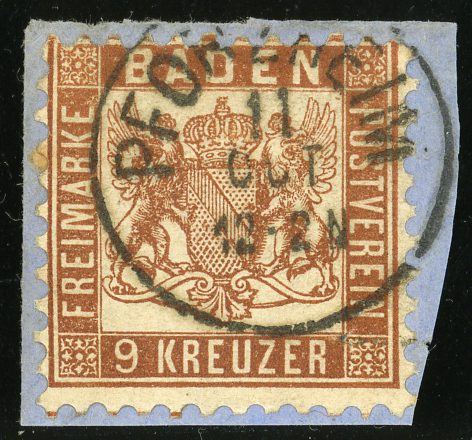
9 крейцеров, погашена в Пфоржеме.
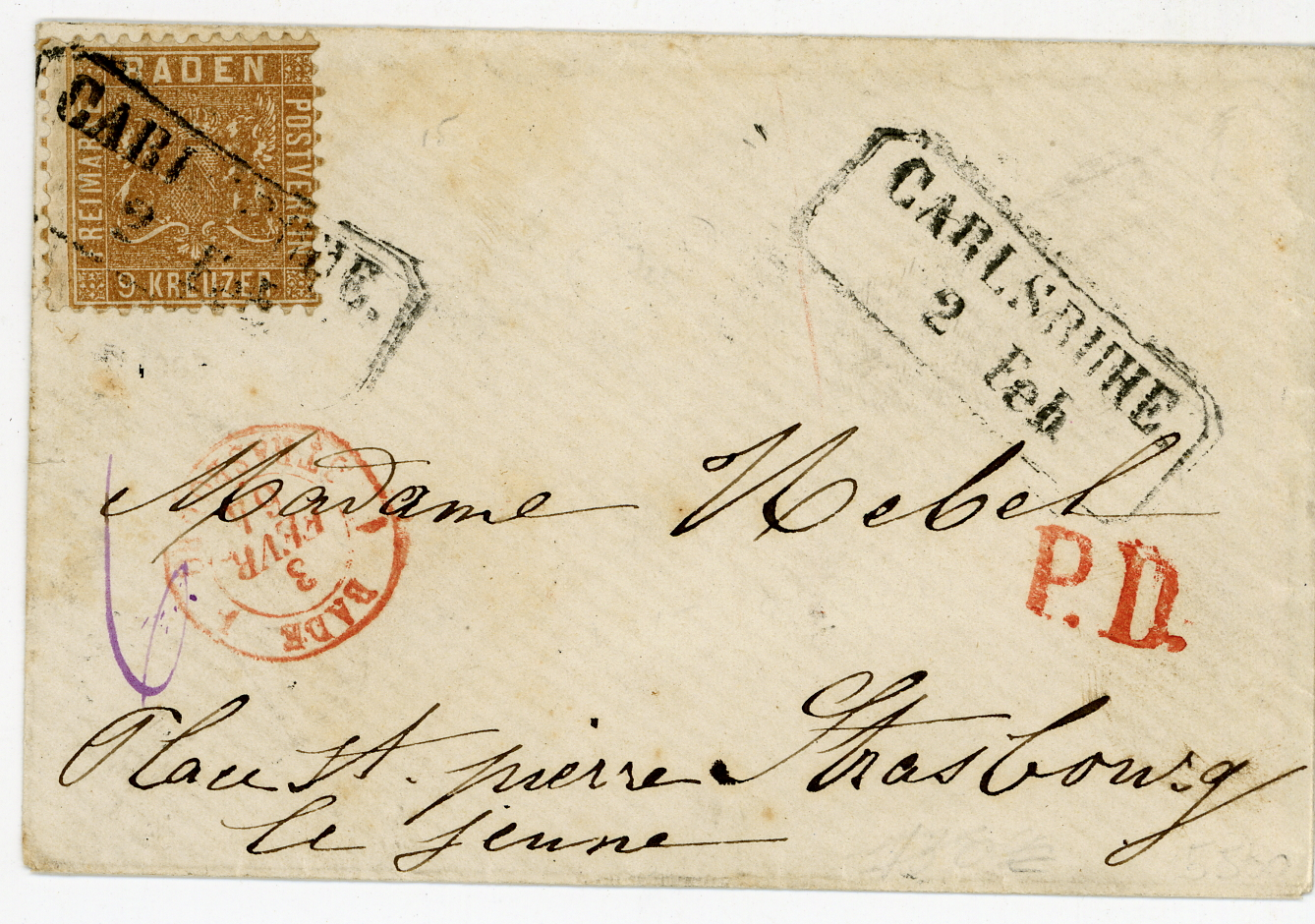
Конверт с маркой номиналом 9 крейцеров, погашенной в Карлсруэ в 1864 г., отправленный в Страсбург.

#### Выпуск октября 1868 г.
Три номинала: 1, 3 и 7 крейцеров.

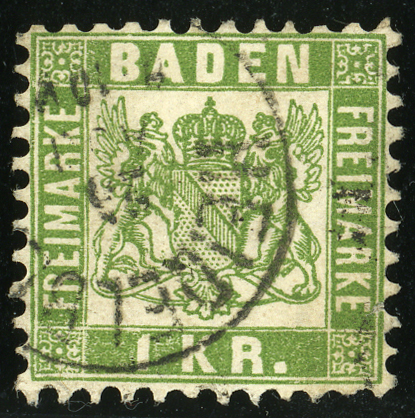
1 кр., погашена в Хайдельберге
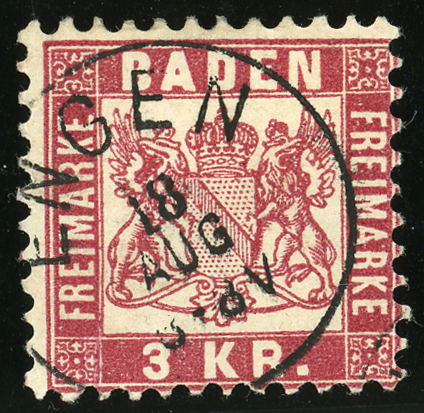
3 кр., погашена в Энгене
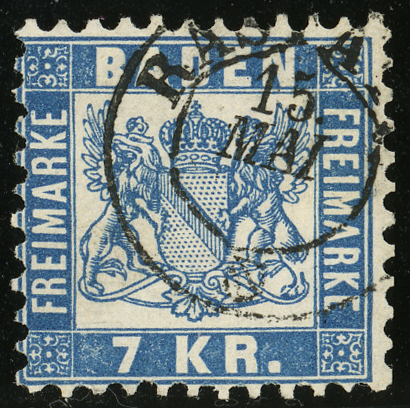
7 кр., погашена в Раштатте

### Французская зона оккупации Германии (1945—1949)
С 1945 года в Бадене были в обращении почтовые марки французской зоны оккупации Германии с надписью фр. «Zone française» («Французская зона»), «Briefpost» («Почта»). С 1947 года эмитировались собственные почтовые марки Бадена с надписью нем. «Baden» («Баден»). Были выпущены как стандартные, так и памятные марки, а также почтово-благотворительные марки и почтовые блоки. С 3 октября до 31 декабря 1949 года баденские марки были в обращении на всей территории ФРГ, причём памятные марки использовались до конца марта 1950 года. Всего было выпущено 57 почтовых марок и два почтовых блока.
С сентября 1949 года в Бадене используются почтовые марки ФРГ.

## Другие виды почтовых марок

### Доплатные марки сельской почты«Landpost»

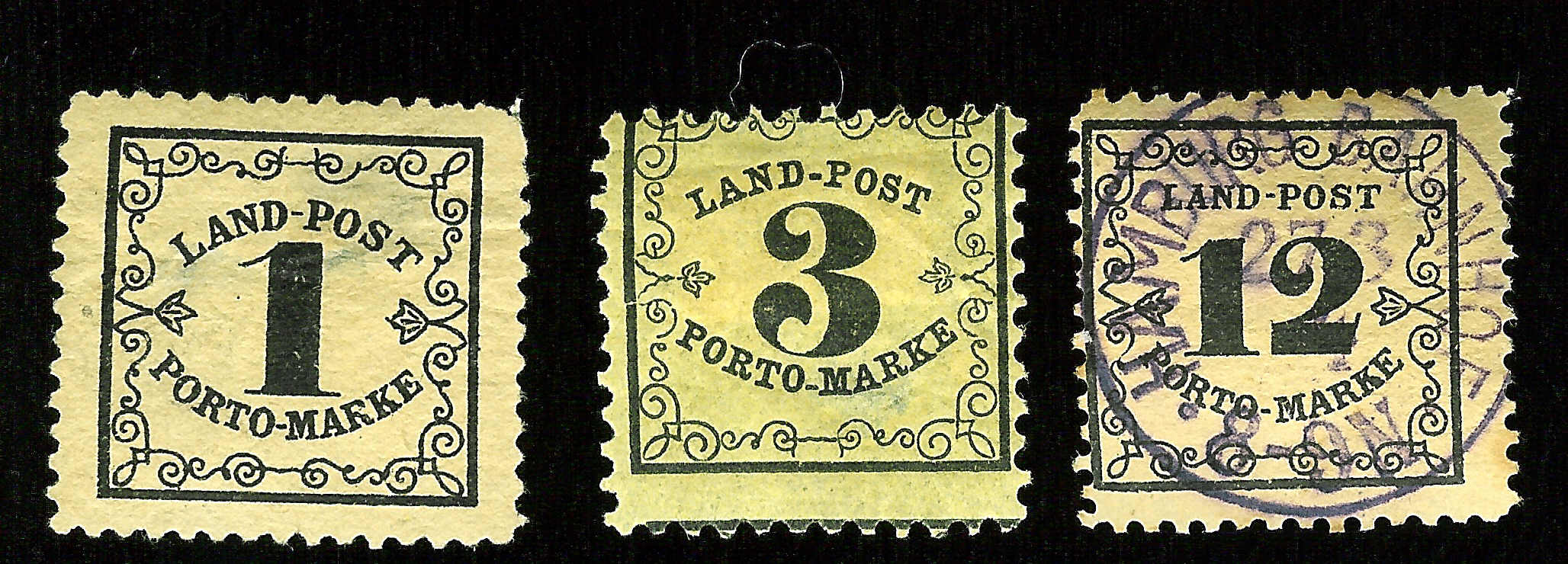
Доплатные марки Бадена «Landpost» 1862 г.

Доплатные марки сельской почты «Landpost» являются особой областью в истории почты Бадена. Марки трёх номиналов 1, 3 и 12 крейцеров были выпущены 1 октября 1862 года. Эти марки не выдавались клиентам почты в течение срока их обращения и не могли использоваться в качестве стандартных марок.
Эти марки служили для оплаты почтового сбора за нефранкированные почтовые отправления, подлежащие доставке в пределах той же территории, также ими оплачивались дополнительные сборы за доставку почтовых отправлений по адресам в сельской местности, не обслуживаемых местным почтовым отделением. Отправитель мог предпочесть произвести предоплату сбора. Марки «Landpost» не были обычными доплатными марками, хотя известны случаи их использования в качестве таковых и для оплаты других сборов. Они должны были клеиться на обороте почтового отправления, но их часто можно встретить и на передней стороне.
Доплатные марки сельской почты не имели франкировальной силы, поэтому их гашение почтовым штемпелем не было обязательным. Вследствие этого действительно погашенные такие марки, особенно номиналом 12 крейцеров, очень редки, при этом следует опасаться поддельных оттисков штемпелей на них. Негашеные экземпляры таких марок недорогие, поскольку сохранились большие остатки этих марок.

### Служебные
В 1905 году в Бадене была эмитирована серия служебных марок с надписью нем. «Frei durch ablösung» («Свободно от почтовой оплаты»). Всего было выпущено 6 служебных марок.

## Поддельные марки
Известны подделки ряда почтовых марок Бадена. Если белую марку номиналом 1 крейцер 1853 года опустить в чай или кофе на длительное время, то цвет бумаги станет таким же, как у выпуска 1851 года номиналом 1 крейцер, что повышает его стоимость в десять раз, однако оттенок цвета не такой насыщенный, как у оригинала. При опускании марки в тёплую воду окраска поддельной марки растворяется и вода темнеет. Марка номиналом 3 крейцера также находится под угрозой подделки. Марка 1862 года с зебцовкой 13½, с необычно узким полем или особенно красивой зубцовкой, может быть изготовлена из почтовой марки с зубцовкой 10, чтобы значительно повысить её стоимость. Обе марки должны быть одинакового размера. Подделки почтовой марки номиналом 18 крейцеров довольно примитивны: буквы отличаются и могут быть четко различимы при сравнивании её с другими марками серии. У марки номиналом 30 крейцеров иногда может быть поддельное гашение. В этом случае только может помочь только экспертиза.
Часто можно встретить негашеные фальшивые марки «Landpost». На них лист, который направлен на цифру номинала, выполнен не очень удачно и может быть идентифицирован путём сравнения. Бумага таких фальшивок также более коричневого оттенка.